# Миљан Глишић
Миљан Глишић (Приштина, 7. фебруар 1975) је српски филмски и телевизијски редитељ, продуцент и сценариста, претежно познат по документарним филмовима, телевизијским емисијама и ријалити програмима.

## Биографија
Одрастао је у Аранђеловцу где је у гимназији завршио природно-математички смер. Дипломирао је 2002. на катедри Филмске режије Академије уметности, Београд. Апсолвирао је на групи за Етнологију и антропологију Филозофски факултет у Београду.
Био је редитељ и сценариста Телевизије Београд – Радио–телевизије Србије од 1997. до 2009. године. Основао је филмско–телевизијску продукцију „Кинестезија“ 2006. у Београду. Од 2013. године ангажован је у Дома омладине Београда као координатор видео продукције и предавач у Малој школи филма.
Аутор је документарних и играних филмове — Вечна кућа, Животи Косте Хакмана,. Страва & ужас(т) (Археологија страха), Музика тишине — као и музичких спотова, наменских филмова и рекламних кампања. Филмови су му приказивани на фестивалима у Србији, Пољској, Мађарској, Македонији, Русији, Турској, Чешкој и Италији.
Режирао је десетине епизода телевизијских емисија и ријалити програма: „Српски источници“, „Велики брат“, „Операција Тријумф“, „Транзионик“, „Србија од срца“, „Кошарка, твоја игра“, „Буди кошаркаш“, „Нешто више“, „Рокирање“, „Шифре времена“ и друге.

## Награде
- 1997. , Међународни фестивала етно–филма у Београду (као редитељ, за филм Божић у Полимљу)
- 1999. „Прохорски анђео“, Међународни фестивала етно–филма у Београду (као редитељ, за филм Вечна кућа)
- 2008. „Бронзани витез“, Фестивал „Златни витез“, Москва–Липецк, Русија (као продуцент, за филм Плава гробница)

## Филм и телевизија (избор)
- „Тога се нико није сетио“ („Pointless“), квиз, сценариста, Прва телевизија, 2014.
- „Шифре времена“, документарни ТВ серијал (4 епизода), редитељ, „Снага народа“, 2013—.
- Београдски џез фестивал, званични видео радови за Касандру Вилсон & „Харијет Табман Оркестра“, редитељ, Дом омладине Београда, 2013.
- 120 година Српске књижевне задруге, документарни филм, редитељ и продуцент, СКЗ и Кинестезија, 2012.
- Музика тишине, документарно–играни филм, редитељ и продуцент, Кинестезија, 2011. копродукција: ТИА Јанус и Светска организација пантомимичара
- „Велики брат“, ријалити-шоу (трећа сезона), редитељ (чиф едитор и дневни продуцент), Emotion, 2009.
- Млади таленти: Данијела, документарни ТВ филм, редитељ, ТВБ – РТС, 2009.
- Фармацеутски факултет – 70 година, документарни филм, Кинестезија, 2009.
- „Операција Тријумф“, ријалити-шоу (прва сезона), редитељ (чиф едитор и дневни продуцент), Emotion, 2008–2009.
- Плава гробница, документарно–играни филм, извршни продуцент, Кинестезија, 2008.
- „Транзионик“, ТВ магазин (30 епизода) – редитељ, ТВБ – РТС, 2007–2009.
- „Философија I“, документарни ТВ серијал (5 епизода), редитељ, ТВБ – РТС, 2007–2008.
- Косово и Метохија, Лице Европе, рекламе и музички спотови — више кампања, ТИА Јанус, Пројекат Растко и Кинестезија, 2006–2007.
- Животи Косте Хакмана, документарни ТВ филм, редитељ, ТВБ – РТС и Пројекат Растко, 2006.
- Страва & ужас(т)( Археологија страха) документарни филм, продуцент, редитељ, Кинестезија, 2006.
- „Србија од срца“, путописни ТВ серијал (5 епизода), редитељ, Propaganda Film & Video, 2006.
- „Кошарка, твоја игра“, ТВ магазин (10 епизода), редитељ, Propaganda Film & Video, 2006.
- „Буди кошаркаш“, документарни серијал (20 епизода), редитељ, Propaganda Film & Video, 2005–2006.
- 2005, европска година грађанског васпитања, документарни ТВ филм, редитељ, ТВБ – РТС, 2005.
- Траг тона, четири музичка спота, редитељ, сценариста, ТВБ – РТС, 2004–2005.
- „Нешто више“, документарни ТВ магазин (25 епизода), редитељ, ТВБ – РТС, 2004–2005.
- We play basketball together (Љубљана, Загреб, Сарајево, Нови Сад, Београд), промотивни филм за кандидатуру за Светско првенство у кошарци 2010, редитељ, сценариста, Propaganda Film & Video, 2004.
- 38. БИТЕФ, видео спот, редитељ, сценариста, Artartic м. д., 2004.
- „Fake a date“, reality show (3 епизоде), редитељ, Emotion, 2004.
- „Образовно огледало“, ТВ серијал (7 епизода), редитељ, ТВБ – РТС, 2002–2003.
- „Образовни триптих“, ТВ магазин (8 епизода), редитељ, ТВБ – РТС, 2002–2003.
- Карта Боке, документарни ТВ филм, редитељ, ТВБ – РТС, 2003.
- „Печат“, кратке игране форме (5 епизода), редитељ, сценариста, ТВБ – РТС, 2002.
- Траг, кратки играни филм, косценариста, Танграм, 2002.
- „Рокирање“, музичко документарни серијал, (5 епизода), редитељ, сценариста, ТВБ – РТС, 2000–2001.
- Exit 2000, документарни ТВ филм, редитељ, сценариста, ТВБ – РТС, 2000.
- Сасвим сам, дугометражни играни филм, косценариста, Revision Consulting Group, 2000.
- Вечна кућа, документарни филм, редитељ, сценариста, Министарство културе Републике Србије и Етнографски музеј, Београд, 1999.
- „Српски источници“, играно–документарно музички серијал (42 епизоде), редитељ, ТВБ – РТС, 1997–2002.
- Спасовдан у банатској клисури (Румунија), документарни филм, редитељ, косценариста, Етнографски музеј, Београд и ТВБ–РТС, 1997.
- Кад падне мрак, кратки играни филм, редитељ, сценариста, ФРЗ „Београд“, 1997.
- Патетикаменте, кратки играни филм, редитељ, сценариста, ФРЗ „Београд“, 1996.